# Olga Abasolo Pozas
Olga Abasolo Pozas   (Madrid, 22 de desembre de 1966) és una sociòloga i editora espanyola, que va ser diputada de la desena legislatura de l'Assemblea de Madrid dins el Grup Parlamentari Podem Comunitat de Madrid.

## Biografia
Va néixer el 22 de desembre de 1966.
Sociologia i editora, va treballar en Fuhem-Ecosocial. Candidata en el lloc 20 de la candidatura de Podem per a les eleccions a l'Assemblea de Madrid de 2015, va resultar escollida diputada de la x legislatura del parlament regional. Va ser un dels integrants del Consell Autonòmic de Podem Comunitat de Madrid que va dimitir del càrrec al març de 2016 per discrepàncies amb la gestió de Luis Alegre Zahonero al cap de l'organització.
Era pròxima a les posicions de Íñigo Errejón i José Manuel López dins de Podem. Al setembre de 2016 va presentar la seva renúncia a l'acta de diputada regional per motius «estrictament familiars».